# Unbetiteltes Rammstein-Album
Das unbetitelte siebte Studioalbum der deutschen Band Rammstein, im CD-Text und in verschiedenen Publikationen auch schlicht Rammstein genannt, wurde nach zehnjähriger Pause am 17. Mai 2019 veröffentlicht.

## Promotion und Veröffentlichung
In einem Interview mit Kerrang im Januar 2019 sagte Richard Kruspe, dass es fünf Musikvideos zum Album geben werde. Teaser-Clips für das erste Musikvideo wurden Ende März veröffentlicht. Diese Clips enthielten Bildmaterial aus dem Video zusammen mit den römischen Ziffern für das Datum 28. März 2019. An diesem Tag wurden der Song Deutschland als Lead-Single des Albums auf den gängigen Musikstreaming-Plattformen veröffentlicht und das 9:23 Minuten lange Musikvideo auf YouTube hochgeladen. Zusätzlich kam die Single auch als Remix von Kruspe heraus. Die Band enthüllte offiziell das Erscheinungsdatum des Albums, den 17. Mai 2019, und zudem, dass das Album keinen Titel hat. Nach nur vier Tagen konnte das Musikvideo 19 Millionen Aufrufe verzeichnen. Deutschland wurde am 12. April physisch sowohl als 7-Zoll-Vinyl- als auch als CD-Single veröffentlicht, wobei der Remix als B-Seite fungierte. Die Titelliste des Albums wurde zwischen dem 16. und dem 19. April 2019 auf dem YouTube-Kanal der Band mit Ausschnitten von Riffs aus jedem Song veröffentlicht. Das Cover des Albums wurde dort auch am 18. April enthüllt. Etwas mehr als eine Woche später erschien ein Musikvideo zum Song Radio, der am 26. April als zweite Single veröffentlicht wurde. Die Band stellte das Album auf ihrer Europe Stadium Tour vor.

## Illustration
Das Albumcover ist minimalistisch gehalten und zeigt lediglich ein Streichholz auf komplett weißem Hintergrund. Das Booklet basiert auf der geometrischen Form eines Parallelepipeds. Auf der Innenseite befinden sich dunkel gehaltene Fotos der sechs Bandmitglieder, die in einer Ecke eines Raumes aufgenommen wurden. Auf der Rückseite sind sechs paar Schuhe vor einer Pfütze zu sehen, in der sich die Bandmitglieder spiegeln. Neben den Liedtexten ergibt eine Zusammensetzung von Streichhölzern in Summe die jeweilige Nummer des Tracks. Auf der Vorderseite des Booklets sind ebenfalls Streichhölzer abgebildet, die zusammengesetzt das Rammstein-Logo bilden.

## Titelliste
| #  | Titel         | Länge |
| -- | ------------- | ----- |
| 1  | Deutschland   | 5:23  |
| 2  | Radio         | 4:37  |
| 3  | Zeig dich     | 4:15  |
| 4  | Ausländer     | 3:51  |
| 5  | Sex           | 3:56  |
| 6  | Puppe         | 4:33  |
| 7  | Was ich liebe | 4:29  |
| 8  | Diamant       | 2:34  |
| 9  | Weit weg      | 4:20  |
| 10 | Tattoo        | 4:11  |
| 11 | Hallomann     | 4:11  |

## Informationen zu den Liedern
Einige Liedtexte basieren teilweise auf Lindemanns Gedichtband In stillen Nächten. So basiert etwa Puppe zu einem Großteil auf Wenn Mutti spät zur Arbeit geht. Was ich liebe greift thematisch das gleichnamige Gedicht auf, wie auch Weit weg, welches auf Mitternacht basiert. Ebenso wurde der Refrain von Hallomann von  Sing für mich inspiriert.
Einige Passagen von Sex basieren auf dem Gedicht Sommer, welches in dem 2020 veröffentlichten Gedichtband 100 Gedichte zu finden ist.
Laut Booklet stammen die Backgroundgesänge in den Liedern Deutschland und Tattoo von Meral Al-Mer. In Hallomann ist Carla Bruhn im Hintergrund zu hören. Die Chor- und Streicherarrangements stammen von Sven Helbig. Als Chor ist das The Symphony Orchestra of The National Television and Radio Company of Belarus aus Minsk zu hören.

## Kommerzieller Erfolg

### Chartplatzierungen
Mit Rammstein erzielte die Band ihr zehntes Nummer-eins-Album in Deutschland. Mit über 260.000 verkauften Einheiten in der ersten Woche verzeichnete sie den erfolgreichsten Start einer Gruppe des bisherigen Jahrtausends. In den deutschen Album- sowie Vinyl-Jahrescharts 2019 belegte das Album ebenfalls Platz 1. Mit 298 Wochen in den Top 100, davon 18 Wochen in den Top 10, zählt es zu den am längsten platzierten Alben in den deutschen Albumcharts.
Im Vereinigten Königreich erreichte das Album Position drei der Albumcharts. Für Rammstein ist dies der erste Top-10-Erfolg in den britischen Charts. Auch in Österreich, der Schweiz, Frankreich, den Niederlanden, Belgien, Finnland, Norwegen, Dänemark und Portugal erreichte Rammstein Platz eins der Albumcharts. In den Vereinigten Staaten platzierte sich das Album mit 28.000 verkauften Einheiten auf Platz neun der Billboard 200. Es ist auch hier die erste Top-10-Platzierung der Band in den USA.
| ChartsChartplatzierungen       | Höchstplatzierung | Wochen |
| ------------------------------ | ----------------- | ------ |
| Deutschland (GfK)              | 1 (298 Wo.)       | 298    |
| Österreich (Ö3)                | 1 (204 Wo.)       | 204    |
| Schweiz (IFPI)                 | 1 (103 Wo.)       | 103    |
| Vereinigte Staaten (Billboard) | 9 (2 Wo.)         | 2      |
| Vereinigtes Königreich (OCC)   | 3 (7 Wo.)         | 7      |

| ChartsJahrescharts (2019) | Platzierung |
| ------------------------- | ----------- |
| Deutschland (GfK)         | 1           |
| Österreich (Ö3)           | 1           |
| Schweiz (IFPI)            | 1           |

| ChartsJahrescharts (2020) | Platzierung |
| ------------------------- | ----------- |
| Deutschland (GfK)         | 25          |
| Österreich (Ö3)           | 48          |
| Schweiz (IFPI)            | 88          |

| ChartsJahrescharts (2021) | Platzierung |
| ------------------------- | ----------- |
| Deutschland (GfK)         | 71          |
| Österreich (Ö3)           | 64          |

| ChartsJahrescharts (2022) | Platzierung |
| ------------------------- | ----------- |
| Deutschland (GfK)         | 30          |
| Österreich (Ö3)           | 33          |
| Schweiz (IFPI)            | 92          |

| ChartsJahrescharts (2023) | Platzierung |
| ------------------------- | ----------- |
| Deutschland (GfK)         | 44          |
| Österreich (Ö3)           | 66          |

| ChartsJahrescharts (2024) | Platzierung |
| ------------------------- | ----------- |
| Deutschland (GfK)         | 56          |

### Auszeichnungen für Musikverkäufe
Die weltweiten Verkäufe des Albums beliefen sich bis Ende 2019 auf rund 900.000 Einheiten.
| Land/Region                  | Auszeichnungen für Musikverkäufe (Land/Region, Auszeichnung, Verkäufe) | Verkäufe |
| ---------------------------- | ---------------------------------------------------------------------- | -------- |
| Belgien (BRMA)               | Gold                                                                   | 10.000   |
| Brasilien (PMB)              | Gold                                                                   | 20.000   |
| Dänemark (IFPI)              | Platin                                                                 | 20.000   |
| Deutschland (BVMI)           | 3× Platin                                                              | 600.000  |
| Frankreich (SNEP)            | Platin                                                                 | 100.000  |
| Österreich (IFPI)            | 2× Platin                                                              | 30.000   |
| Polen (ZPAV)                 | 2× Platin                                                              | 40.000   |
| Schweiz (IFPI)               | Platin                                                                 | 20.000   |
| Ungarn (MAHASZ)              | 2× Platin                                                              | 8.000    |
| Vereinigte Staaten (RIAA)    | —                                                                      | 28.000   |
| Vereinigtes Königreich (BPI) | Silber                                                                 | 60.000   |
| Insgesamt                    | 1× Silber · 2× Gold · 12× Platin ·                                     | 936.000  |

Hauptartikel: Rammstein/Auszeichnungen für Musikverkäufe